# كوبا خلال الحرب العالمية الثانية

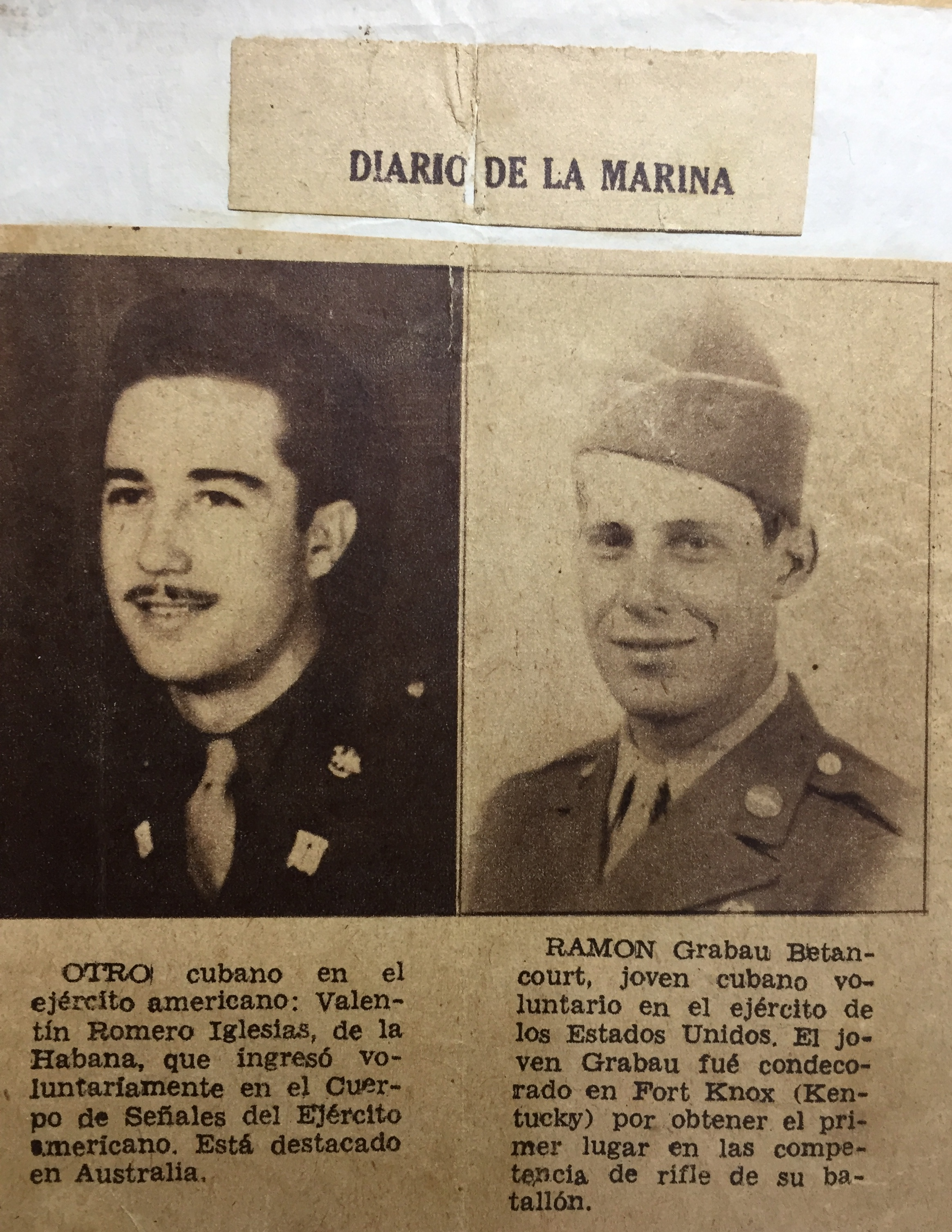
جنود كوبيون أمريكيون

يبدأ تاريخ كوبا خلال الحرب العالمية الثانية في عام 1939. كانت كوبا مشاركًا مهمًا في المسرح الأمريكي في الحرب العالمية الثانية بسبب الموقع الجغرافي لكوبا عند مدخل خليج المكسيك، ودور هافانا كميناء تجاري رئيسي في جزر الهند الغربية، والموارد الطبيعية للبلاد، وكانت أحد أكبر المستفيدين من برنامج الإعارة والاستئجار الأمريكي. أعلنت كوبا الحرب على دول المحور في ديسمبر 1941 وهو ما يجعلها واحدة من أوائل دول أمريكا اللاتينية التي شاركت في الصراع. وبعد انتهاء الحرب في عام 1945، اكتسب الجيش الكوبي سمعة كونه الدولة الكاريبية الأكثر كفاءة وتعاونًا.

## برو وباتيستا
كان فيديريكو لاريدو برو الرئيس الكوبي وقت بداية الحرب. كانت أزمته الوحيدة ذات الصلة بالحرب قبل تركه لمنصبه في عام 1940 هي قضية موتورشيف سانت لويس. وهي عابرة محيطات منتظمة كانت تحمل أكثر من 900 لاجئ يهودي من ألمانيا إلى كوبا. رفضت الحكومة الكوبية السماح للاجئين بالهبوط عند وصولها إلى هافانا لأنهم لم يمتلكوا تصاريح وتأشيرات مناسبة. ثم توجهت عابرة المحيطات شمالًا، حيث تعرضت لرفض حكومتي الولايات المتحدة الأمريكية وكندا أيضا لقبول اللاجئين، فأبحرت سانت لويس إلى الخلف عبر المحيط الأطلسي بهدف إنزال الركاب في أوروبا. ذهب بعض اللاجئين إلى بريطانيا، لكن ذهبت الأغلبية إلى بلجيكا وفرنسا اللتين سرعان ما اجتاحتهما القوات الألمانية. وفي النهاية، تعرض العديد منهم للأسر من قبل الألمان بسبب الرفض المتكرر لاستقبال اللاجئين، وقُتلوا في معسكرات الاعتقال.
وبعد الانتخابات الكوبية عام 1940، خلف برو «الرجل القوي والقائد» في الجيش الكوبي فولجينسيو باتيستا. كانت الولايات المتحدة في البداية قلقة بشأن نوايا باتيستا وما إذا كان سيؤيد المحور أم الحلفاء. قام باتيستا بعد فترة وجيزة من توليه الرئاسة بإضفاء الشرعية على منظمة مؤيدة للفاشية مرتبطة بفرانثيسكو فرانكو ونظامه في إسبانيا، ولكن تبدد الخوف من أي تعاطف تجاه النازيين من طرف باتيستا عندما أرسل للبريطانيين كمية كبيرة من السكر كهدية. ثم تبدد الخوف من أي تعاطف محتمل تجاه فرانكو عندما اقترح في وقت لاحق على الولايات المتحدة أن تشن غزوًا أمريكيًا-لاتينيًا مشتركًا لإسبانيا للإطاحة فرانكو ونظامه، لكن الخطة لم تتحقق.
تأكد دعم باتيستا لقضية الحلفاء في فبراير 1941 عندما أمر جميع مسئولي القنصليتين الألمانية والإيطالية بمغادرة بلاده. دخلت كوبا الحرب في 9 ديسمبر 1941 عندما أعلنت الحرب على اليابان التي شنت هجومًا مدمرًا على قاعدة البحرية الأمريكية في بيرل هاربور في هاواي قبلها بيومين. أعلنت كوبا الحرب على ألمانيا وإيطاليا في 11 ديسمبر 1941، وقطعت العلاقات مع فرنسا الفيشية في 10 نوفمبر 1942 احتذاءً بالأمريكيين.

## المساهمة في معركة الكاريبي
كان الجيش الكوبي وفقًا للأدميرال صمويل إليوت موريسون «الأكثر تعاونًا ومساعدة لجميع دول منطقة البحر الكاريبي» خلال الحرب، وأن قواتها البحرية كانت «صغيرة ولكنها فعالة» في قتالها ضد قوارب يو الألمانية. بعد إعلان كوبا الحرب على قوى المحور، وقع باتيستا اتفاقية مع الولايات المتحدة أعطت الإذن للولايات المتحدة ببناء مطارات في كوبا لحماية الخطوط البحرية في الكاريبي، كما وقع اتفاقية دفاع متبادل مع المكسيك للدفاع ضد غواصات العدو في خليج المكسيك. شملت القواعد الأمريكية الجديدة قاعدة سان أنطونيو الجوية بالقرب من سان أنطونيو دي لوس بانوس، وقاعدة سان جوليان الجوية في بينار ديل ريو، وبُني كلاهما في عام 1942 ثم سلما إلى الجيش الكوبي بعد نهاية الحرب. كما زودت الولايات المتحدة كوبا بالطائرات العسكرية الحديثة التي كانت حيوية للدفاع الساحلي والعمليات المضادة للغواصات، وساندت البحرية الكوبية بأسلحة حديثة ومعدات أخرى.